# Peter Osgood
Peter Leslie Osgood (20. februar 1947 – 1. marts 2006) var en engelsk fodboldspiller, der spillede 4 A-landskampe. Osgood havde sin storhedstid i Chelsea F.C. 1964 – 1974. Chelsea F.C. solgte ham til Southampton FC, hvor han spillede til 1978. Efter en kort periode udlånt til Norwich City, rejste han til USA, hvor han, i lighed med mange andre engelske spillere af sin generation spillede i den nyligt oprettede liga, der senere skulle komme til at hedde MLS. Han spillede for Philadelphia Fury. Osgood vendte efter 9 måneder i USA tilbage til England, hvor han spillede enkelte kampe for sin tidligere klub Chelsea F.C. i sæsonerne 1978/79 og 1979/80.
Som Chelsea-spiller var Osgood med til at vinde FA-cuppen i 1971 og Europa Cuppen for pokalvindere året efter. Mens han spillede i Southampton FC var han i 1976 med til at vinde 
FA-cuppen.
Peter Osgood var en umådeligt afholdt spiller blandt tilhængerne i Chelsea F.C., og meddelelsen om hans død blev modtaget med dyb sorg i klubben, som foranstaltede en mindehøjtidelighed på hjemmebanen Stamford Bridge den 1. oktober 2006. 
Peter Osgood, som desuden havde tilegnet sig kælenavnet "Peter Osgood – King of Stamford Bridge", fik ved en højtidelighed d. 1. oktober lagt sin aske under straffesparkspletten i Shed End på Stamford bridge. I 4-4 kampen mod Aston Villa i december 2007 blev Andriy Shevchenko den første til at score fra pletten efter nedlægningen af asken.